# Mario Arnaldos Carreño
Mario Arnaldos Carreño (Cartagena, Murcia, 25 de febrero de 1923 - Ibidem, 29 de febrero de 1987) fue un político español, destacado durante la Transición española en el ámbito de la política autonómica de la Región de Murcia. Fue diputado nacional español durante la legislatura constituyente y firmante de la Constitución de 1978, después del régimen dictatorial franquista. Al margen de sus compromisos políticos, lo que más comprometió su vida fue la obra social en favor de los niños con discapacidad, tarea que ocupó la mayor parte de su actividad personal.

## Biografía
Mario Arnaldos se formó como intendente mercantil y, más tarde, cursó la Licenciatura en Economía, ejerciendo una labor profesional prolífica que incluye su ejercicio como funcionario municipal, pero también la empresa corporativa, estableciendo y tomando parte de variadas iniciativas empresariales a lo largo de su trayectoria profesional. Su labor vital de doble vertiente, política y social, fue reconocida en los mayores honores que los ciudadanos y las instituciones públicas y privadas cartageneras pueden conceder, siendo nombrado «Cartagenero del Año» –en 1974– e «Hijo Predilecto de Cartagena» –en 1991–, a título póstumo. Este último galardón solo se concede cada cierto período de años por las autoridades públicas de la ciudad, distinguiendo a los ciudadanos que más han hecho por la misma.

### Actividad política
Como personaje político, además de ser el primer diputado nacional por la provincia de Murcia en la Transición, en el seno del partido democristiano Unión de Centro Democrático –liderado por Adolfo Suárez–, formó parte del Órgano de Trabajo establecido tras los «Acuerdos de Floridablanca», con el que da comienzo el proceso autonómico de la Región de Murcia en 1978.

### Obra social
Mario Arnaldos fue cofundador de varias asociaciones para la protección de niños y jóvenes con discapacidades, entre ellas Apanda y Astus, que recibió el premio nacional «Minusval74» y que fue una de las primeras asociaciones para discapacitados que se crearon en España. De esta fue presidente, estando su vida completamente ligada a la misma, especialmente en su tramo final. Ejemplo de ello, es que, en cumplimiento de sus últimas voluntades transmitidas a sus hijos, la residencia familiar de la familia Arnaldos fue donada en 1993 a la fundación tutelar que recibe su nombre y que en la actualidad es la Residencia «El Cobijo», donde residen toda clase de chicos con discapacidades diversas y que están integrados en la vida profesional, cumpliéndose, así, el sueño de quien dio vida y aliento a esta institución.
Para Mario Arnaldos, lo primero era lo primero: su condición de católico. Desde bien joven, siendo el menor de sus hermanos, fue quien sacó adelante a su familia tras perder a su padre, oficial de la Marina, asesinado en la guerra civil.
Importante papel jugó su mujer, Pilar Payá, que desde su sombra, supo estar a su lado y facilitar su labor. Una vez viuda, materializó el sueño de su marido y se fue de su propia casa a una residencia para dejar su hogar a la labor comenzada por él. Todo el tiempo que pudo, lo dedicó a servir a los demás, como por ejemplo, ir a planchar al Asilo de Ancianos, puesto que apenas veía y no podía implicarse en cosas más complicadas. Al entierro de Mario Arnaldos acudió muchísima gente, tanta que se necesitó la intervención de la Policía Municipal para regular el tráfico. 
En un cruce de frecuencias, por los altavoces de la Capilla del Tanatorio, donde se estaba celebrando una Misa, se oyó a uno de los municipales decir esta frase: 
"¿Quién era este hombre que lo quería tanta gente?"